# Неаполитанское рагу
Неаполитанское рагу (итал. ragù alla napoletana, или ragù napoletano, на неаполитанском 'o rraù) — одна из двух самых известных разновидностей итальянских мясных соусов, часто также называемых рагу. Это специалитет Неаполя, как следует из названия. Другой вид возник в Болонье и известен на итальянском языке как рагу (соус) болоньезе или ragù alla bolognese.
Неаполитанский вариант состоит из двух основных частей: мяса и томатного соуса, в который добавляют несколько приправ. Однако главное отличие заключается в том, как используется мясо, а также в количестве томатов в соусе. В болонской версии используется очень мелко нарезанное мясо, в то время как в неаполитанской используется запечённое цельное мясо из формы для запекания (кассероль), и подаётся в качестве второго блюда или с макаронами.
Предпочтения в отношении ингредиентов также различаются. В Неаполе белое вино заменяют красным вином, сливочное масло — салом или оливковым маслом, и добавляют листья базилика, тогда как болоньезе не содержит трав.
Обычно неаполитанское рагу подают с крупными макаронными изделиями трубчатой формы, такими как паккери.
В неаполитанском рецепте можно добавлять изюм, кедровые орешки и инвольтини с разными начинками. Молоко и сливки не используются, и предпочтительнее обилие томатного соуса, в отличие от болонского варианта, где используется минимальное количество. Сезон томатов намного длиннее в более южном Неаполе, чем в более северной Болонье. Как и болоньезе, неаполитанское рагу также имеет довольно широкий спектр вариантов, наиболее известным из которых является ragù guardaporta («рагу привратника»).
Неаполитанское рагу имеет много общего с итало-американским «воскресным соусом» (Sunday gravy) и является его предком, основное отличие которого заключается в добавлении большего разнообразия мяса в американской версии; наиболее известны рецепты с фрикадельками/тефтелями (отсюда блюдо спагетти с фрикадельками), брачола, колбаса и свиные отбивные.